# Tillandsia 'Mariposa'
Tillandsia 'Mariposa' es un  cultivar híbrido del género Tillandsia perteneciente a la familia  Bromeliaceae.
Es un híbrido creado  con las especies Tillandsia aeranthos × Tillandsia leonamiana.